# Сураева, Анна Ивановна
А́нна Ива́новна Сура́ева (род. 21 октября 1990, Новосибирск) — российская биатлонистка, участница Кубка IBU, чемпионка и призёр чемпионата России, призёр чемпионата мира среди военнослужащих. Мастер спорта России (2012).

## Биография
Занимается биатлоном с 2007 года, первый тренер — Елена Александровна Рязанова. Также тренировалась под руководством Сергея Николаевича Басова, Константина Сергеевича Попова, Геннадия Егоровича Челюканова. Представляет Новосибирскую область и команду Вооружённых Сил.
Серебряный призёр первенства России по летнему биатлону среди юниоров 2009 года.
В 2011 году на чемпионате мира по летнему биатлону среди юниоров в Нове-Место заняла 17-е место в спринте и восьмое — в гонке преследования.
В сезоне 2011/12 дебютировала в Кубке IBU на этапе в Форни-Авольтри, заняв 50-е место в спринте. Также выступала на этапах Кубка IBU в сезоне 2013/14. Свой лучший результат показала в январе 2014 года в спринте на этапе в Валь-Риданна — восьмое место.
В 2014 году участвовала в чемпионате Европы в Нове-Место, стартовала только в индивидуальной гонке и заняла 35-е место.
В 2014 году на чемпионате мира среди военнослужащих в Финляндии завоевала бронзовые медали в гонке патрулей и была 11-й в спринте. В 2015 году на аналогичных соревнованиях в Швеции заняла девятое место в спринте и пятое — в гонке патрулей.
На уровне чемпионата России становилась чемпионкой в 2013 году в суперпасьюте и в эстафете. В 2017 году завоевала серебро в командной гонке, была бронзовым призёром в эстафете (2012) и смешанной эстафете (2013). Становилась победительницей этапов Кубка России.